# Авлабарі
   Авлабарі, або Авлабар (груз. ავლაბარი, колишній «26 Комісарів» (груз. 26 კომისარი) — один з найдавніших районів Тбілісі. Життя в Авлабарі кінця XIX століття добре показано в п'єсі О. Цагарелі «Ханума». Точний вік району невідомий, однак згадки про цей район зустрічаються понад 300 років тому.
   Авлабарі входить до адміністративного складу Ісані-Самгорського району, також Авлабар частково входить до адміністративного складу району старий Тбілісі. Авлабарі є сполучною ланкою між Ісані-Самгорським районом і центральними районами Тбілісі. В минулому був центром вірменської інтелігенції на території Грузії.

## Цікаві місця
Вірменський театр, стародавня Вірменська церква, сучасна грузинська православна церква Цмінда Самеба (святої Трійці), побудована на території сплюндрованого в 1936 році Пантеону Ходживанка, старовинного вірменського кладовища, де ховали відомих вірменських письменників, митців та громадських діячів. Завдяки зусиллям вірменської діаспори збереглись могли Ованеса Туманяна, Раффі (Акопа Мелік Акопяна) та інших визначних людей. 
   Також в районі є вірменська школа, станція метро «Авлабарі», Авлабарський базар, фонтан на центральній трасі, Авлабарський парк, державна школа, резиденція президента Грузії.
   В добре захищеному Авлабарі, перебувала царська резиденція і маєтки видних, шанованих городян. Єднання природного ландшафту і рукотворних укріплень надійно охороняли їх з півдня неприступними скелями, зі сходу - фортечною стіною і яром, а з півночі - горами.

## Ресурси Інтернету
- Район Авлабар
- Станція метро «Авлабарі»[недоступне посилання з червня 2019]

## Фотогалерея

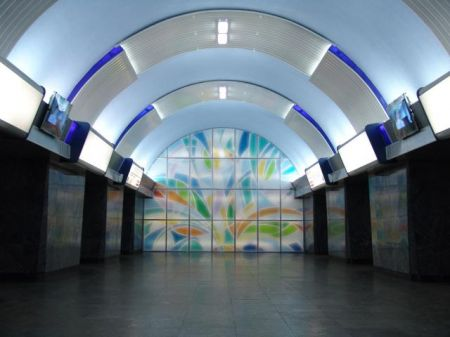
Станція метро «Авлабарі»
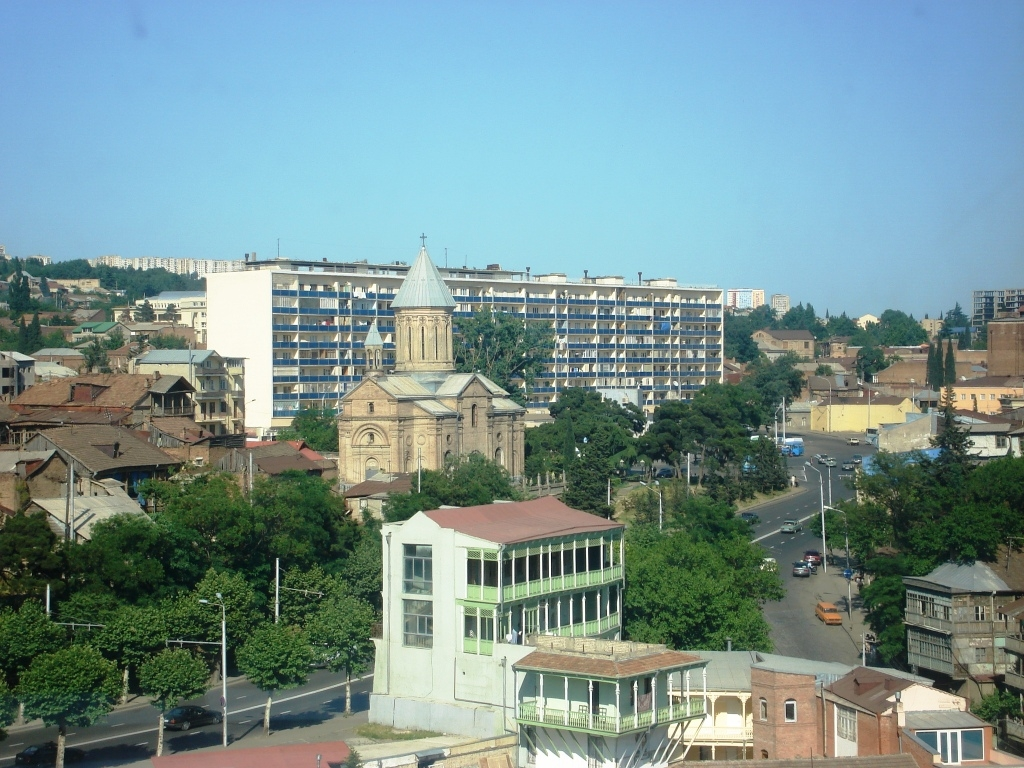
Авлабарський сквер
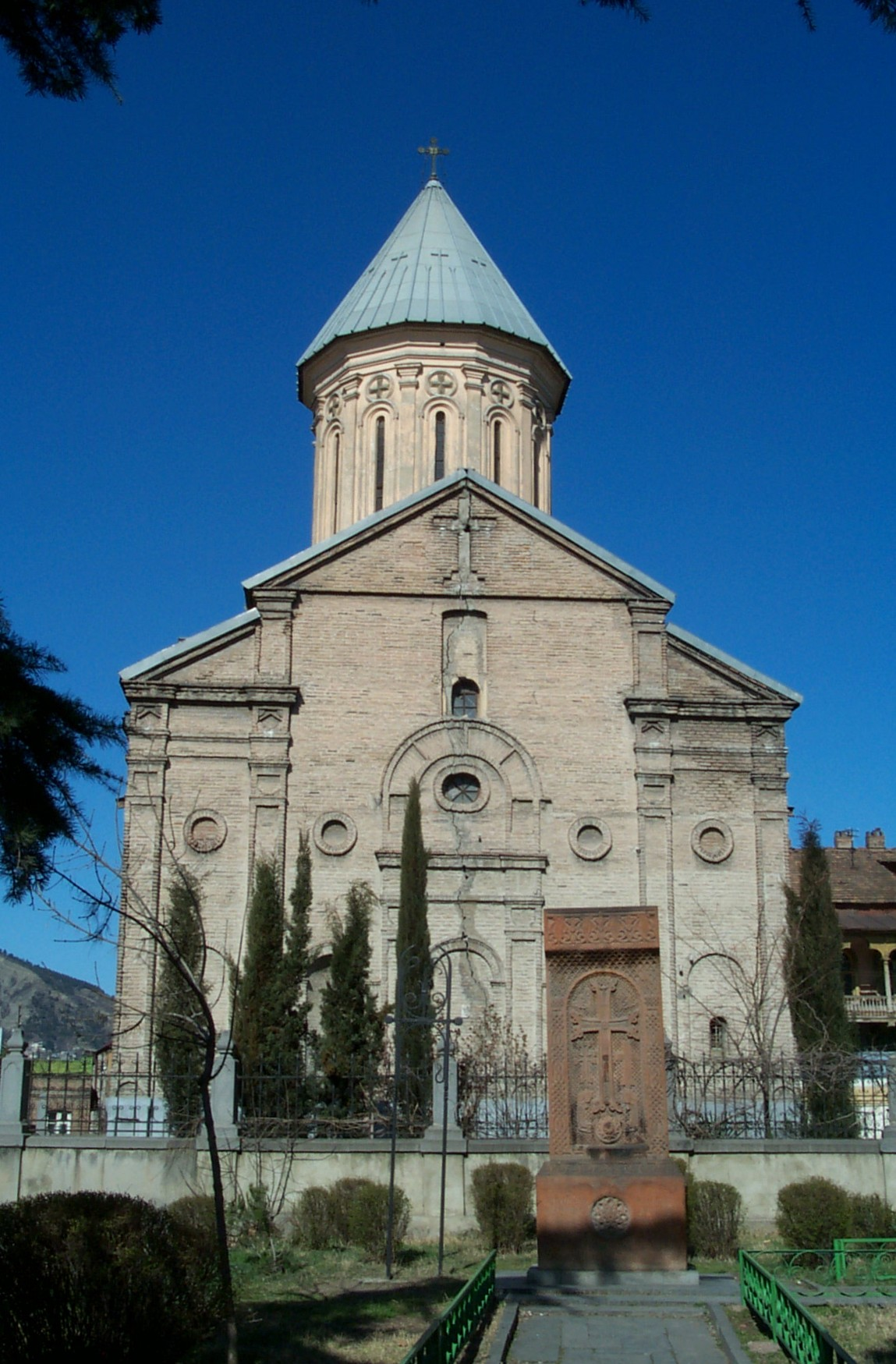
Вірменська церква «Ечміадзін»
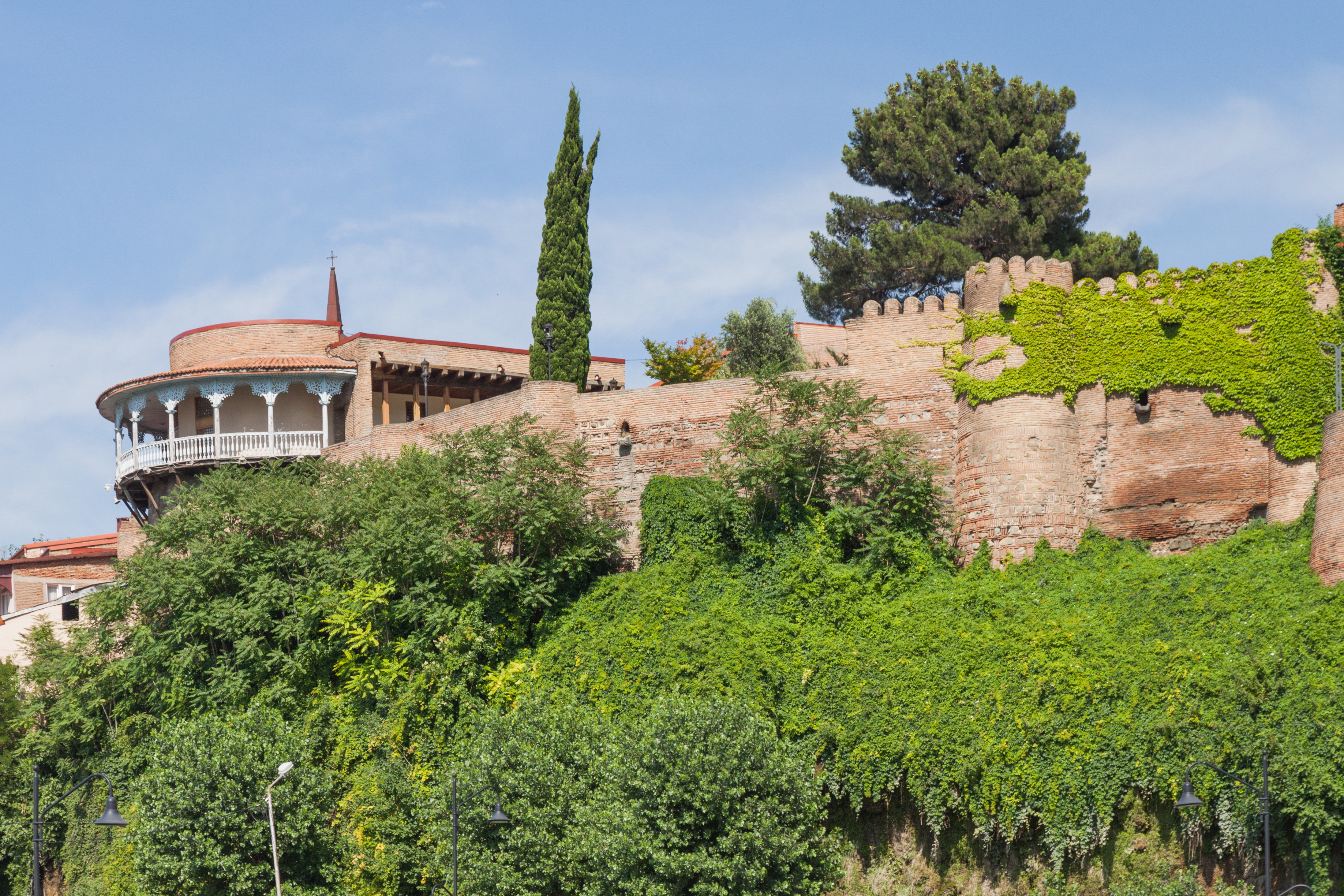
Палац королеви Дареджан
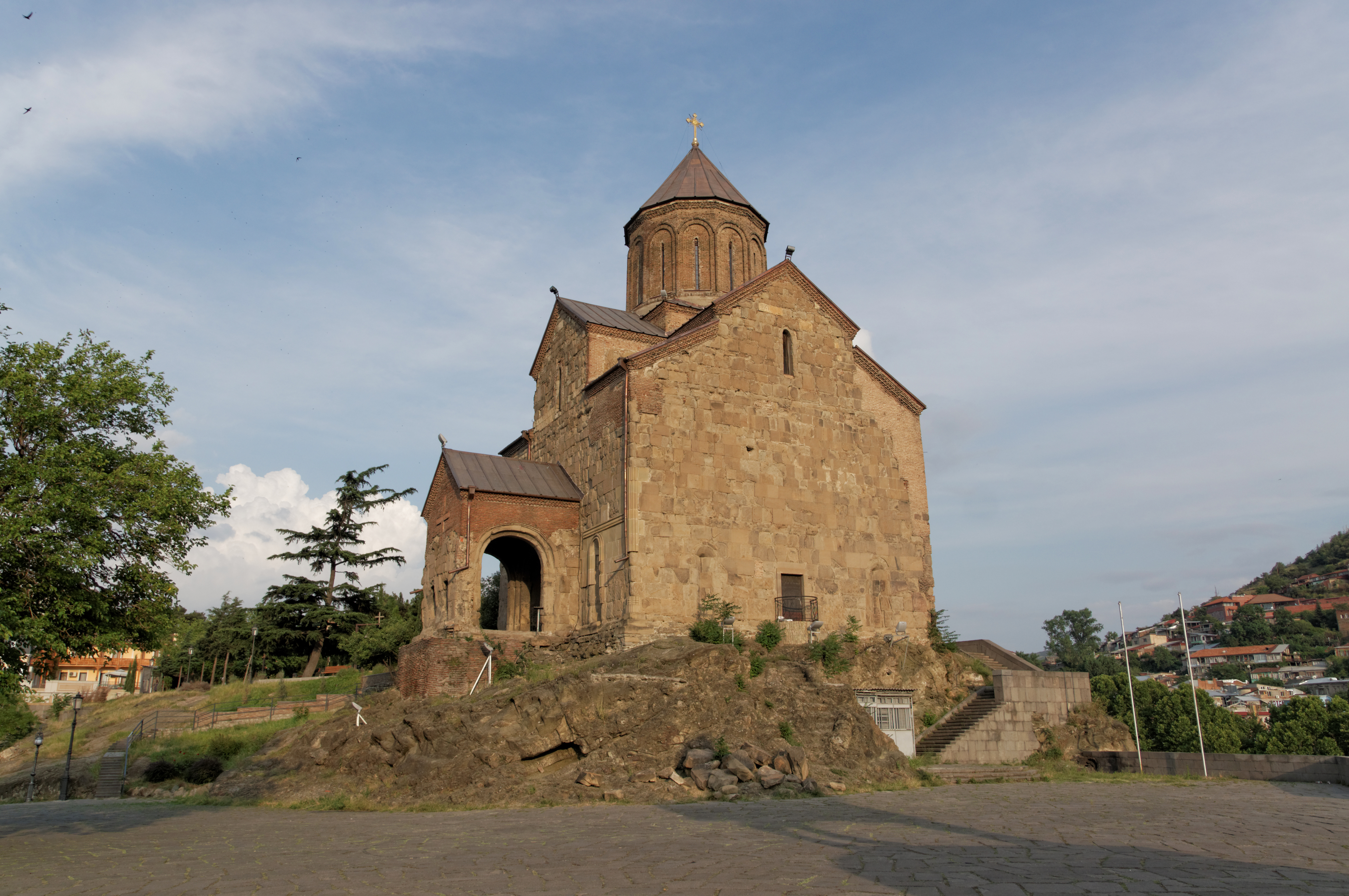